# レベティコ
レベティコ（ギリシア語: ρεμπέτικο、英語: Rebetiko）は現代ギリシャの大衆歌曲で、通常ブズーキの伴奏でギリシャ語で歌われる。1930年代にギリシャとトルコの住民交換でトルコ領内からギリシャへ移住させられたギリシャ人たちによって始まり、1960年代の民主化の時代に再興があったといわれている。ギリシャだけでなく、ギリシャ語を話すかギリシャ文化を継承しているキプロスその他の世界各地域で歌われている。   